# Museo Gayer-Anderson
El Museo Gayer-Anderson es un museo de arte ubicado en El Cairo, Egipto. Está situado junto a la mezquita de Ahmad ibn Tulun en el barrio de Sayyida Zeinab. El edificio toma su nombre del general RG Gayer-Anderson Pasha, que residió en la casa entre 1935 y 1942 con el permiso especial del gobierno egipcio. El museo es conocido por ser uno de los ejemplos mejor conservados de la arquitectura doméstica del siglo XVII conservada en El Cairo, y también por su vasta colección de muebles, alfombras, curiosidades y otros objetos.

## Gayer-Anderson Pasha
Gayer-Anderson Pasha se incorporó al Real Cuerpo Médico del Ejército en 1904 y más tarde fue transferido al ejército egipcio en 1907. Luego fue promovido a Mayor en 1914 y durante el mismo año, se convirtió en Asistente del Ayudante General para reclutar en el Ejército egipcio. En 1919, se retiró del ejército para convertirse en el Inspector Senior del Ministerio del Interior egipcio, y más tarde se convirtió en el Secretario Oriental de la Residencia Británica en El Cairo. Se retiró en 1924, pero siguió viviendo en Egipto, ampliando sus intereses en Egiptología y Estudios Orientales.

## Historia
Bayt el-Kredlea, la zona que ocupa el museo, es considerada uno de los ejemplos notables de la arquitectura doméstica musulmana tradicional en El Cairo. Se remonta al período mameluco (1631; 1040 AH.) y fue construida por Hagg Mohamed Salem Galmam el Gazzar. El museo consiste de dos casas construidas usando la pared exterior de la mezquita de Ibn Tulun como soporte. La casa más grande, situada al este (el lado más externo en relación con la mezquita) fue construida en 1632 por el Hajj Mohammad ibn al-Hajj Salem ibn Galman al-Gazzar. Posteriormente entró en posesión de una mujer musulmana rica de Creta, y el hogar llegó a ser popularmente conocido como Beit al-Kritliyya, o "Casa de la Mujer Cretense". La segunda casa, al oeste (el lado más interno en relación con la mezquita) fue construida en 1540 (947 AH) por Abdel-Qader al-Haddad. Más tarde se conoció como "Beit Amna bint Salim", después de su último propietario. Las dos casas fueron unidas por un puente al nivel del tercer piso en un momento desconocido, y ambas son conocidas colectivamente como Bayt al-Kritliyya.

## Galería

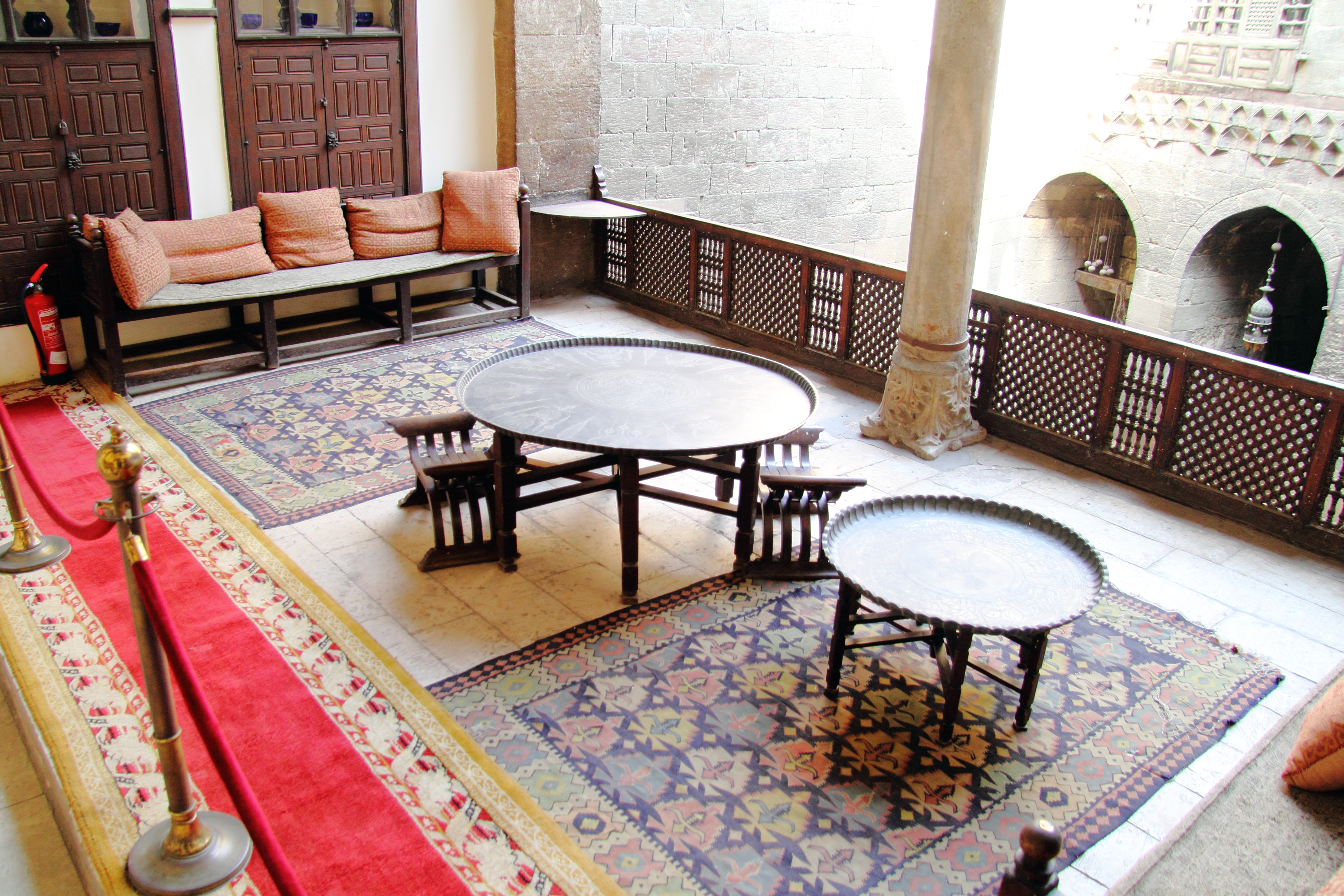
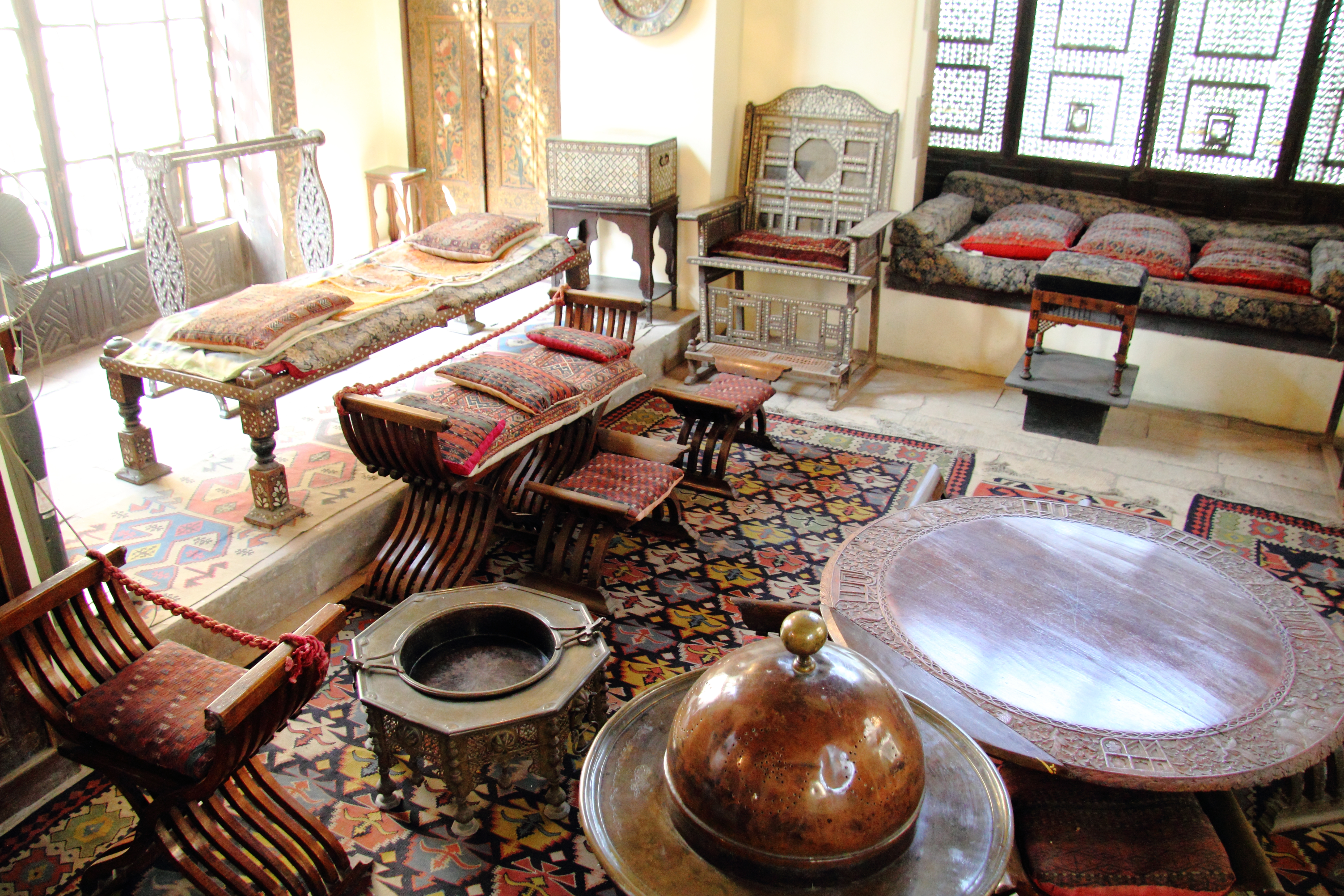
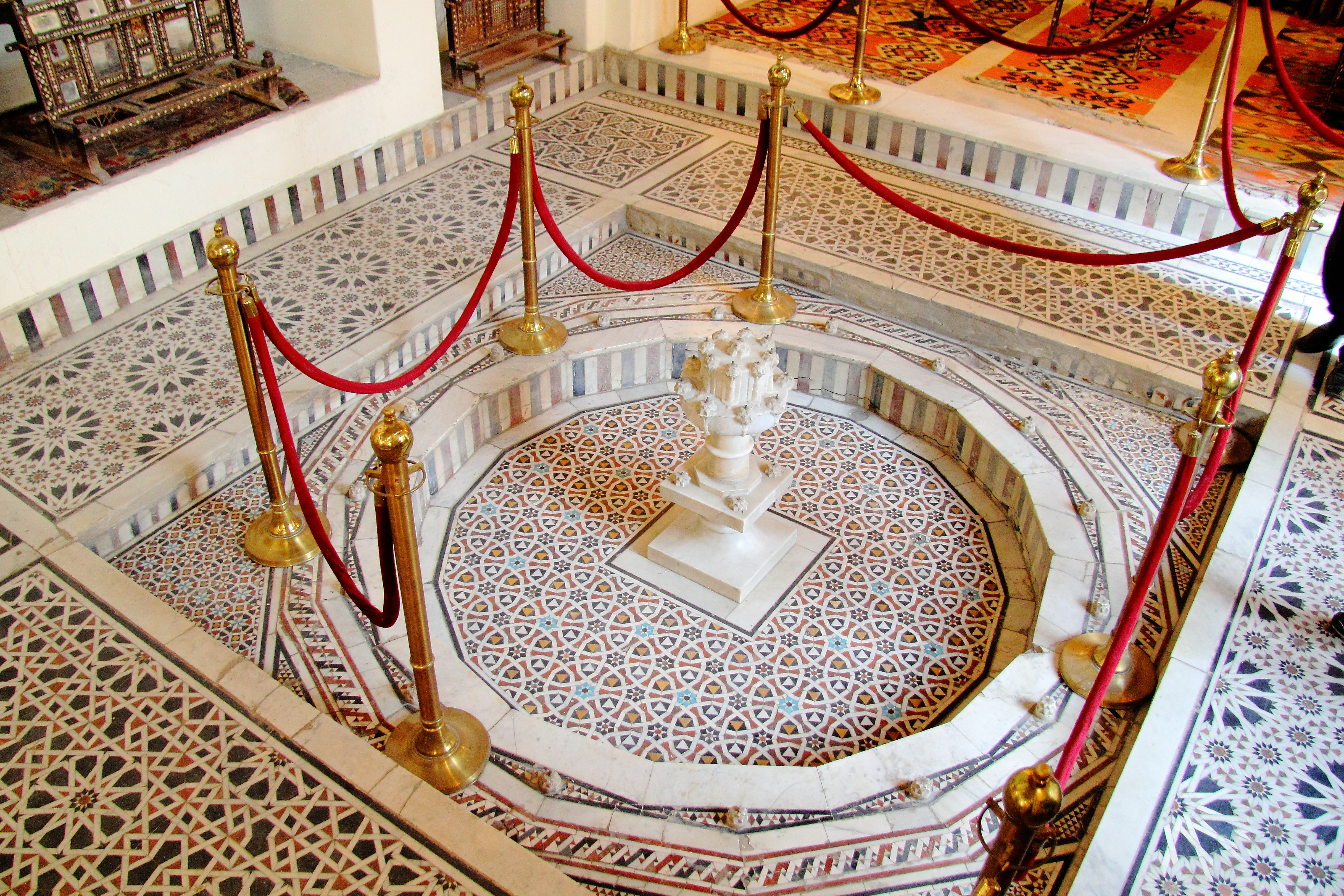
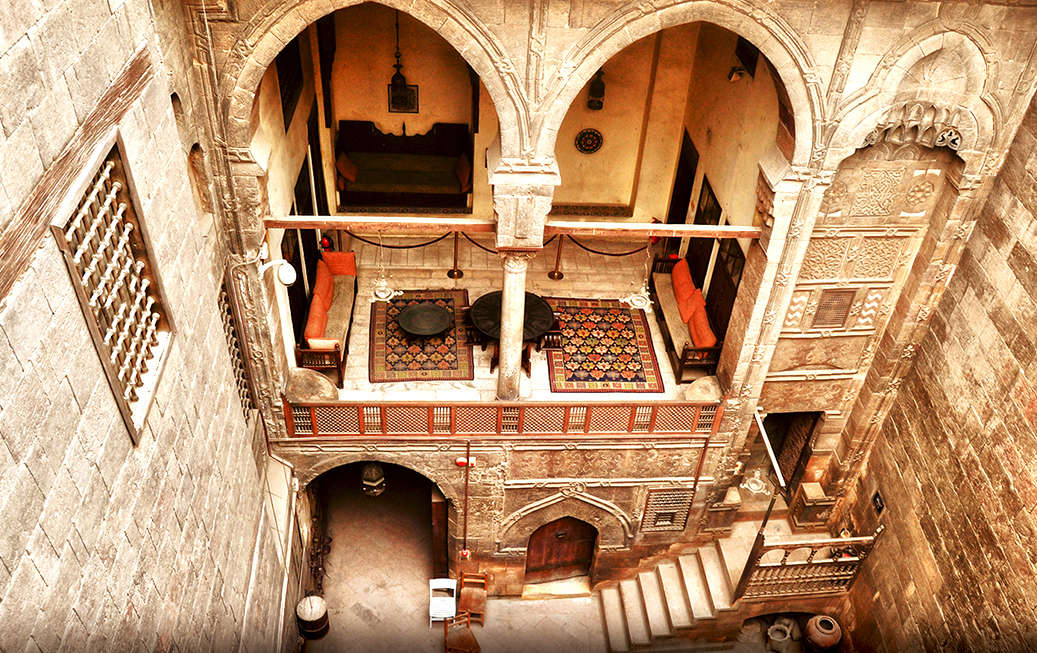
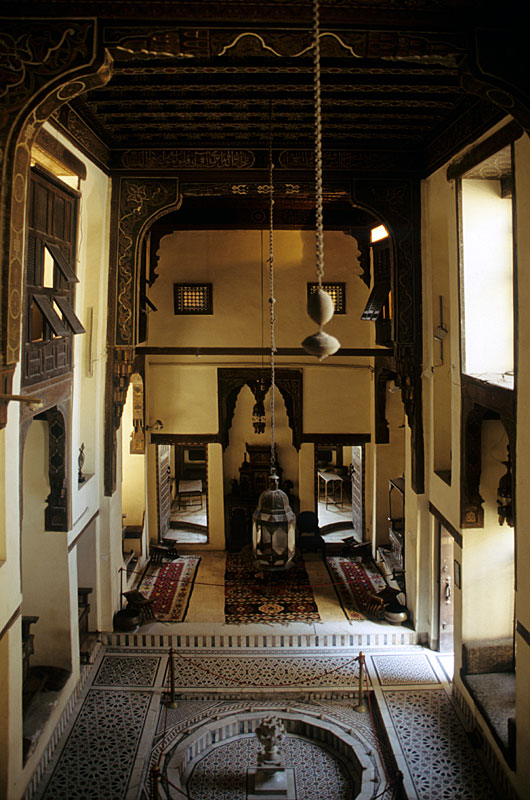
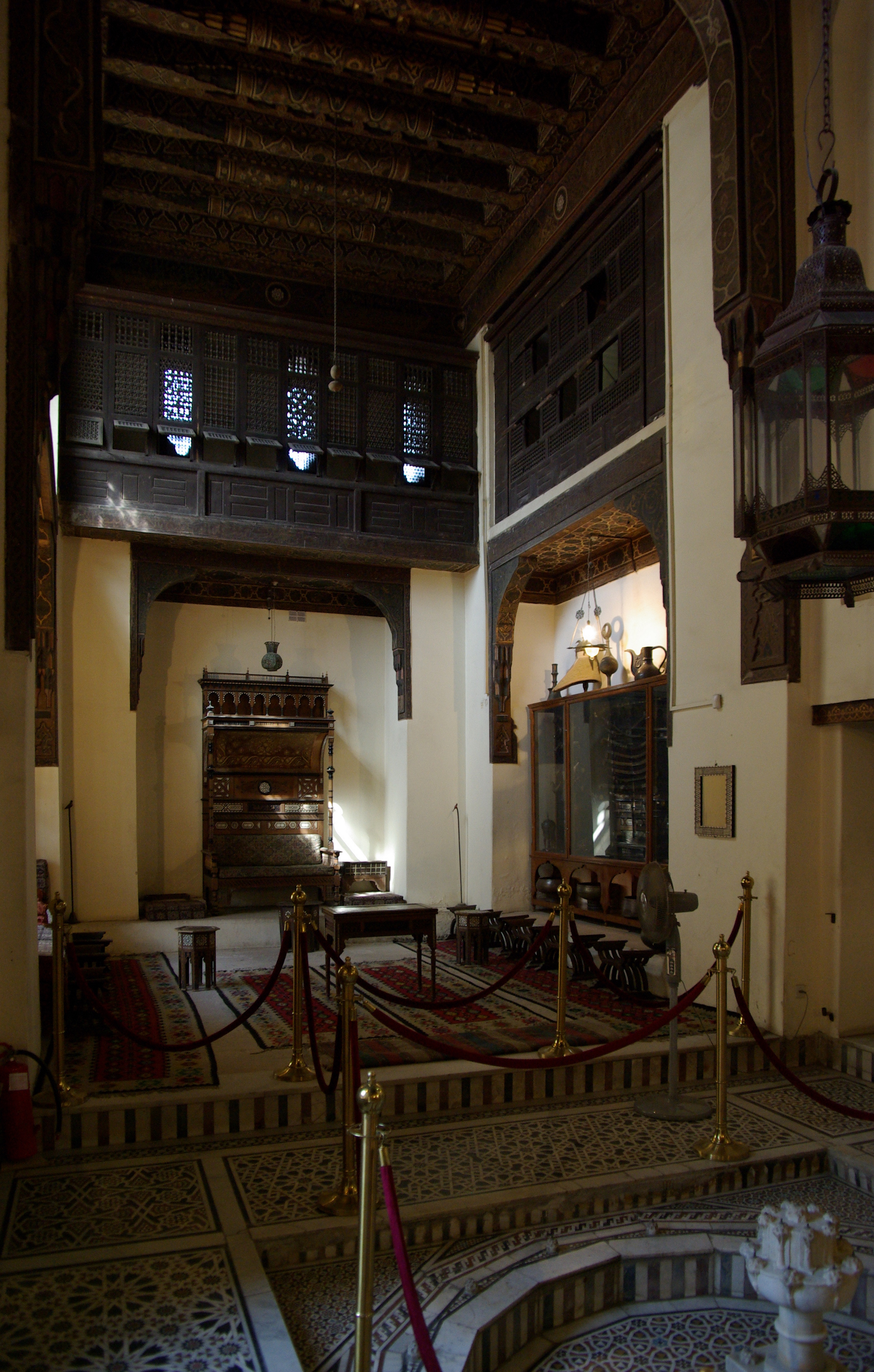
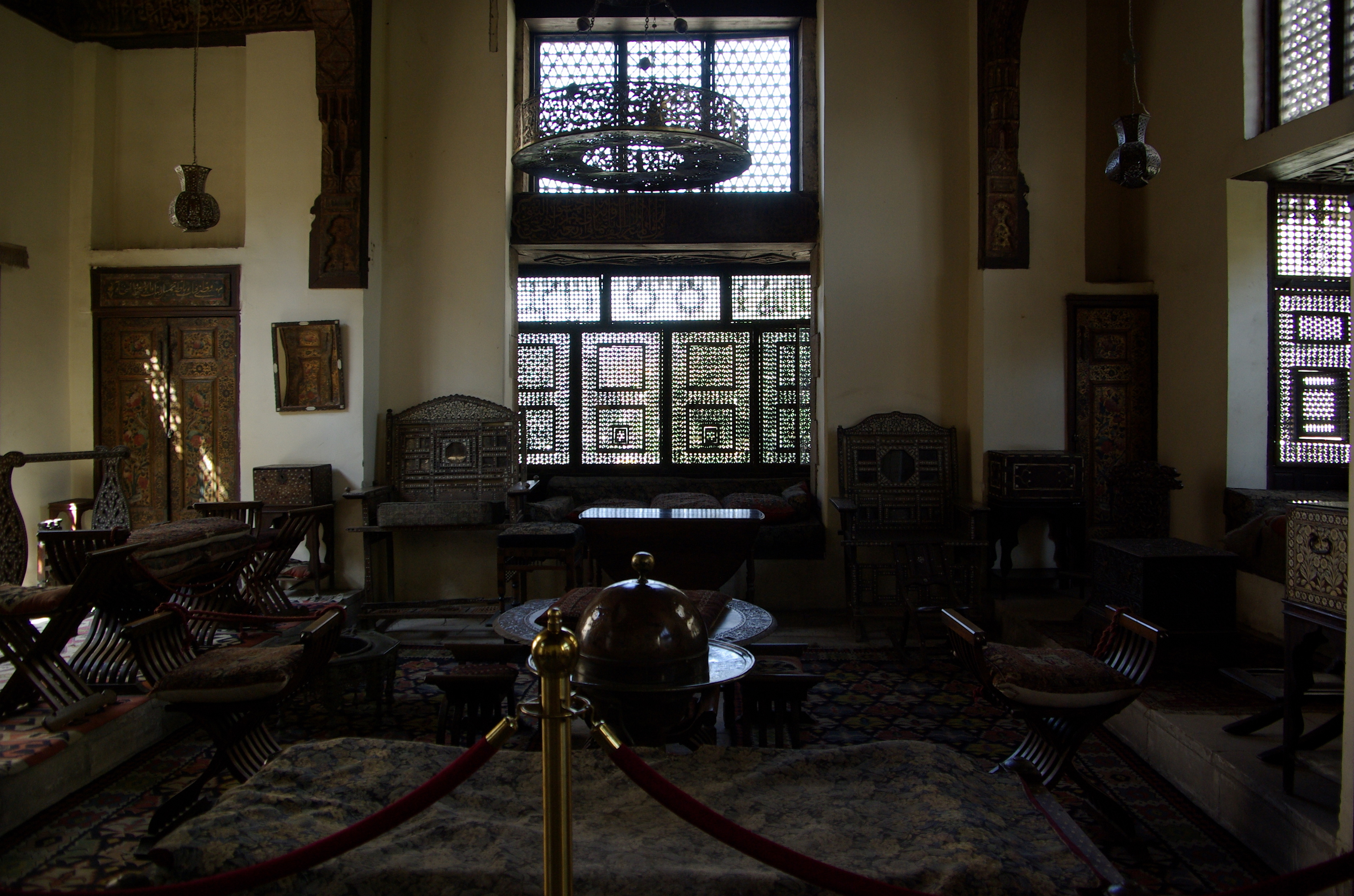
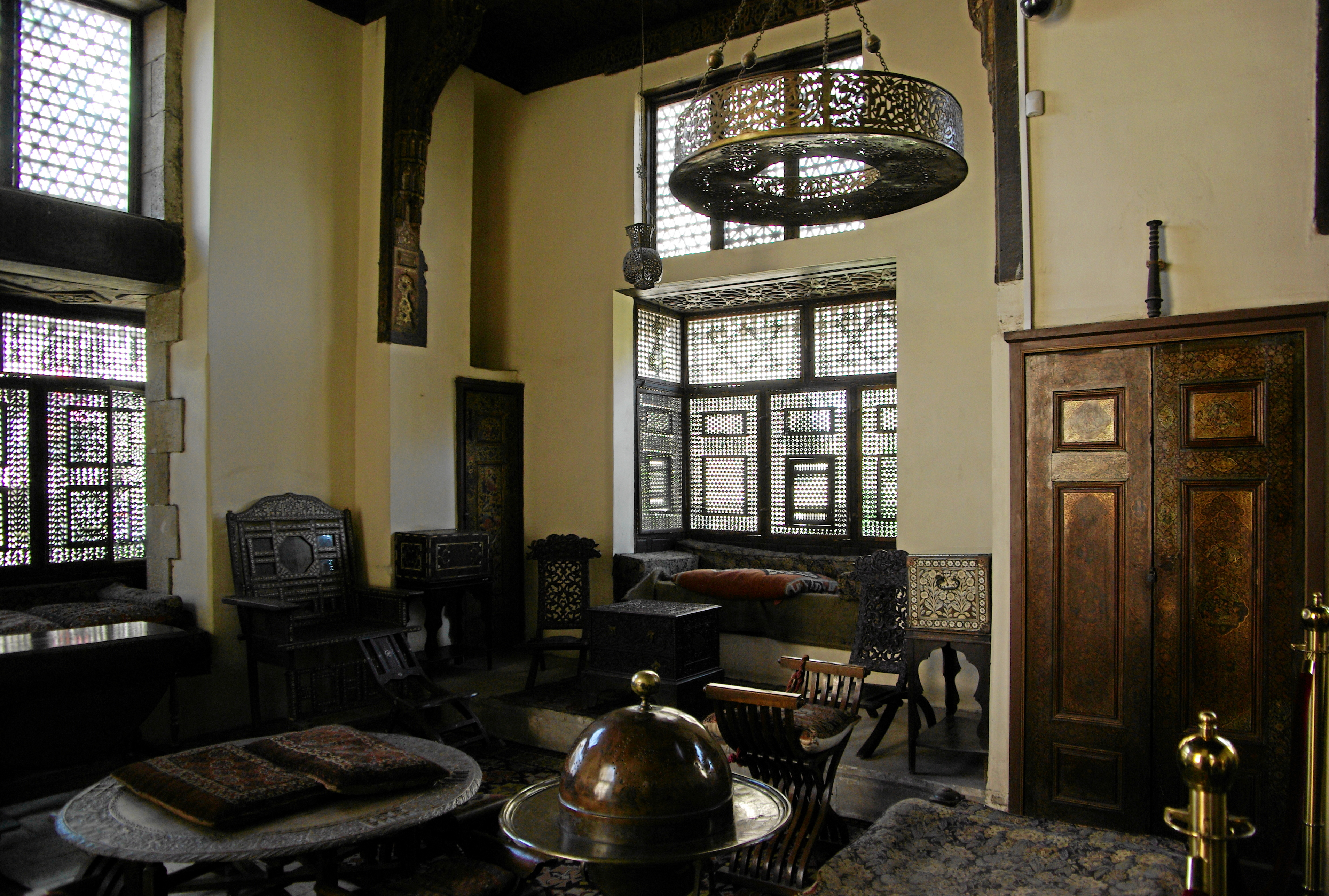
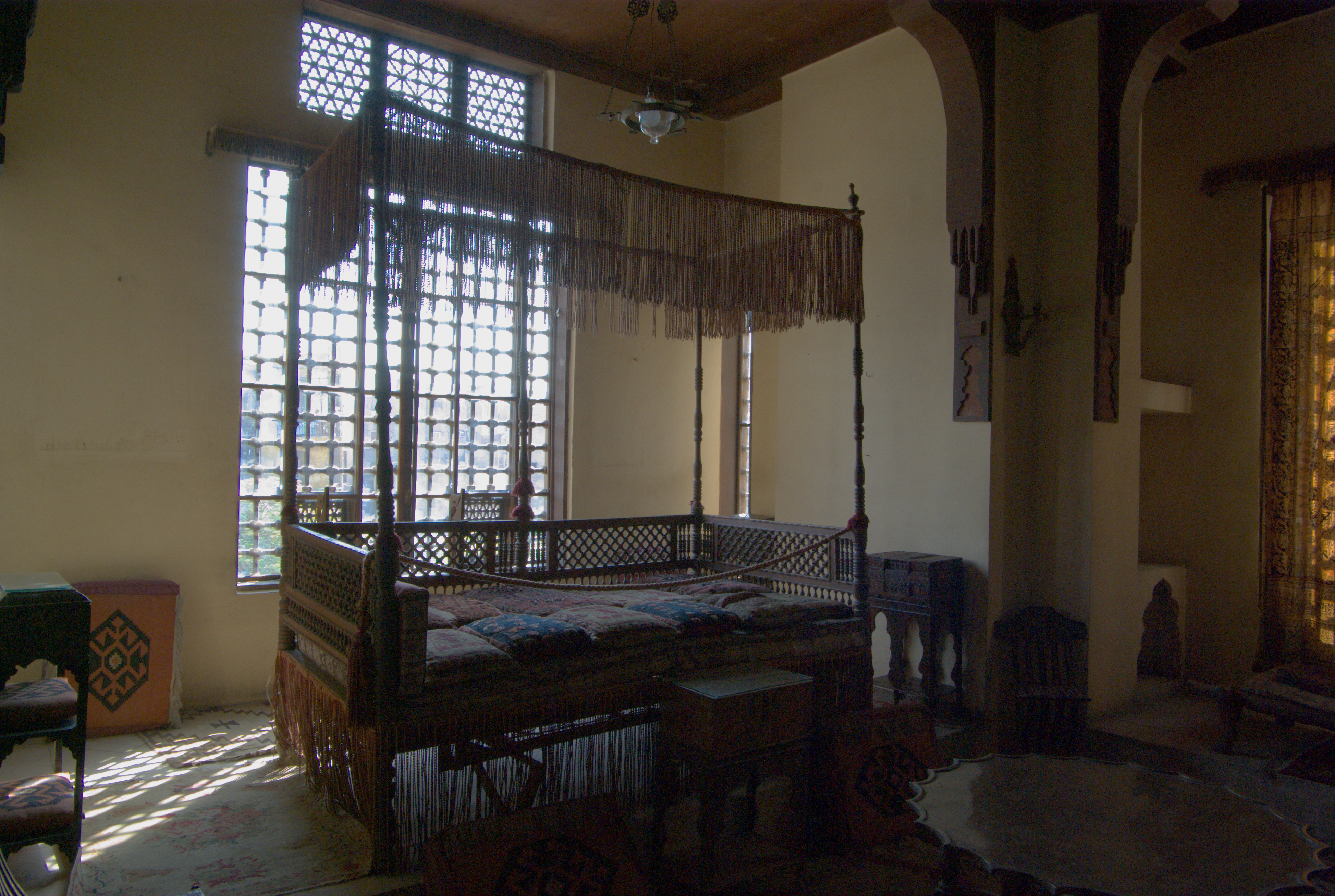
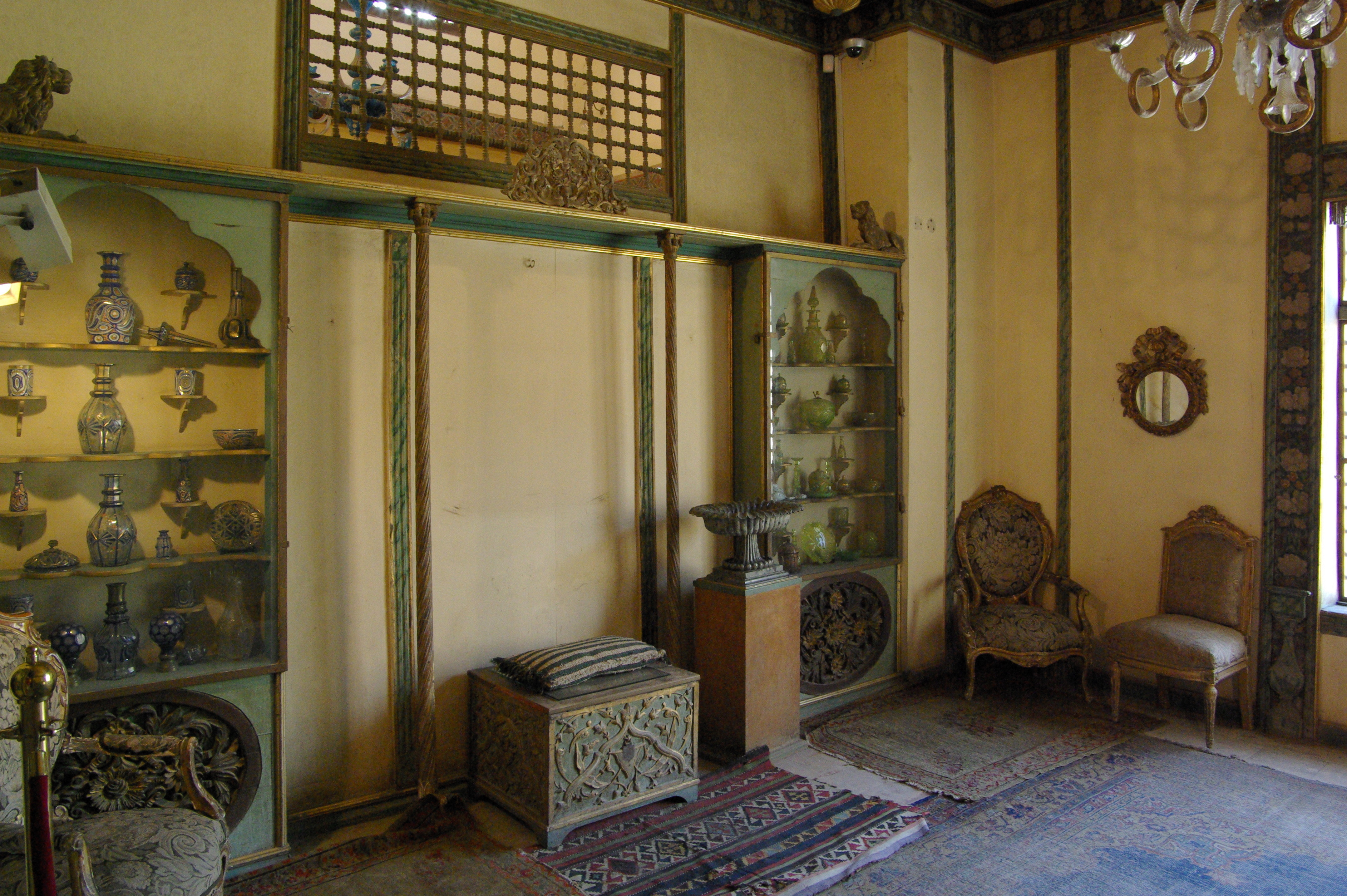
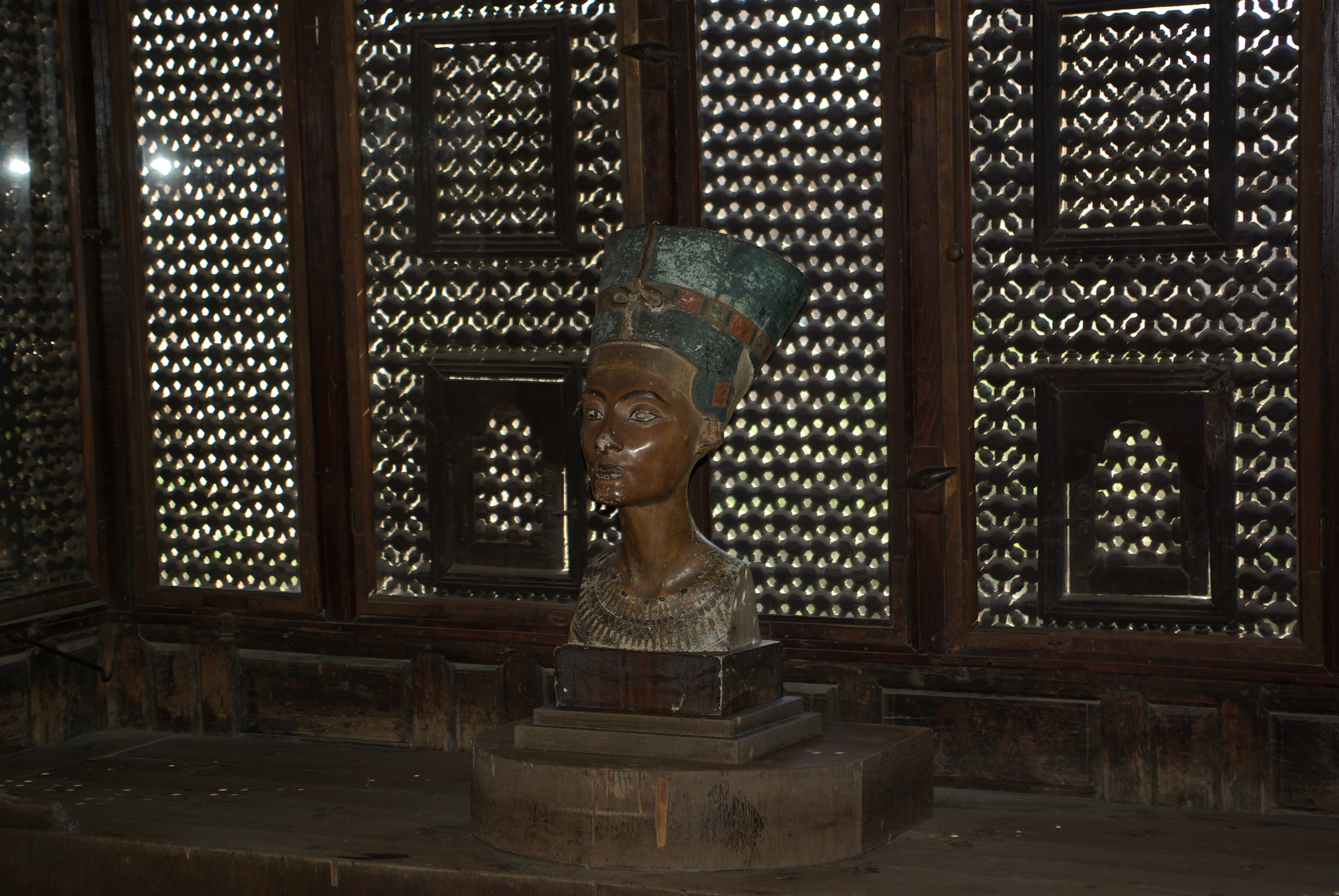
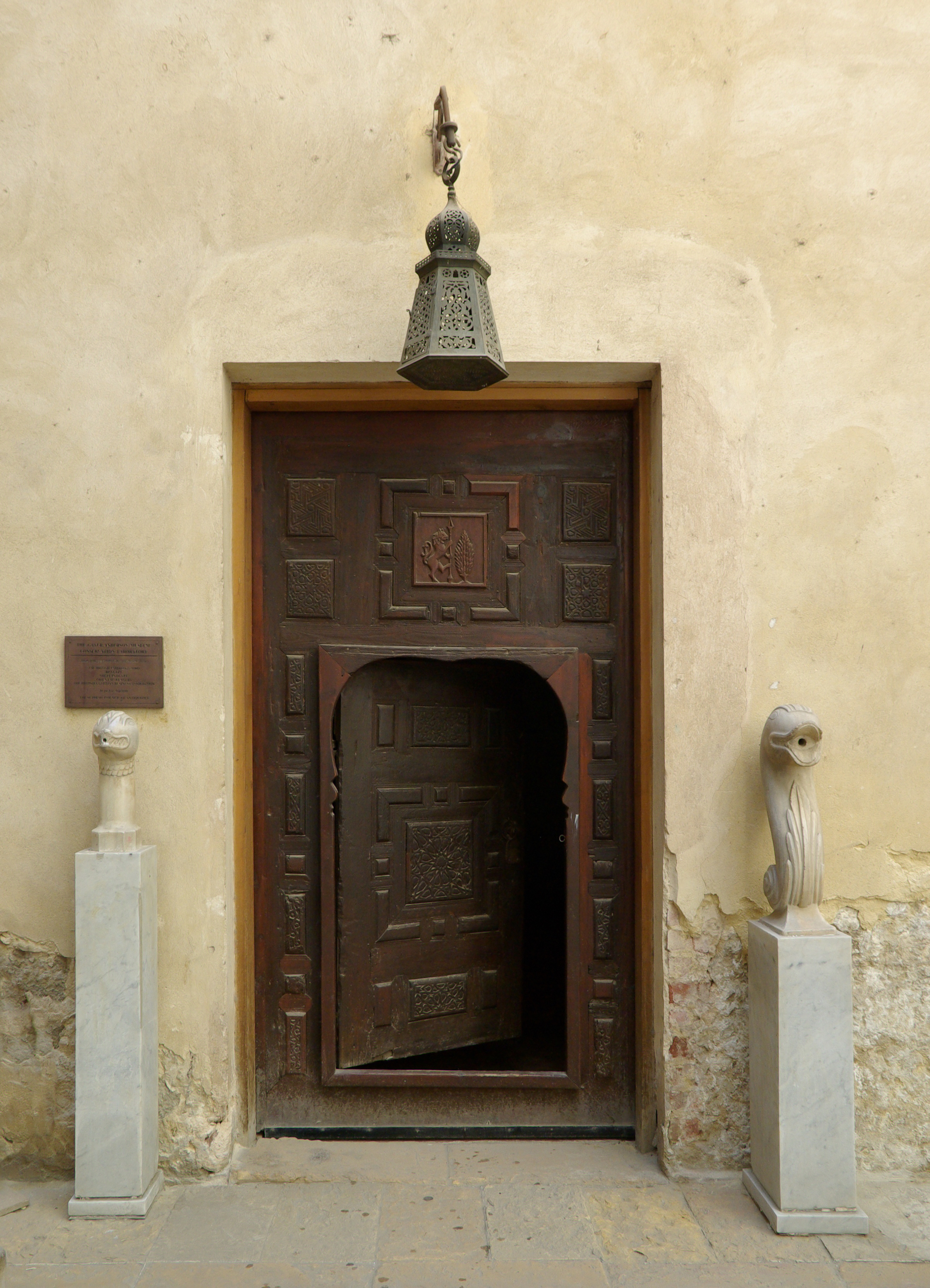